# Anna Sophia Berglund
Anna Sophia Berglund (San Pedro (Californië), 5 april 1986) is een Amerikaans model en actrice.
Berglund speelde in 2007 een kleine rol in Desperate Housewives. In 2008 speelde ze een rolletje in Hannah Montana en in 2007 in Cavemen. In 2009 acteerde ze in Fired Up. In januari 2011 was ze Playmate van de maand voor het blad Playboy.